# Drome Racers
Drome Racers là một game đua xe Lego được hãng Attention to Detail phát triển và Electronic Arts cùng Lego Interactive phát hành vào năm 2002 cho PlayStation 2 và Microsoft Windows, rồi sau port sang GameCube. Một bản spin-off cũng được THQ phát hành cho Game Boy Advance. Đây là tựa game đua xe Lego thứ ba, được phát hành một năm sau Lego Racers 2, cũng do Attention to Detail phát triển.

## Tổng quan
Lấy bối cảnh vào năm 2015, Drome Racers là sự kết hợp giữa lối chơi đua xe với giấy phép Lego, cung cấp các phương tiện dựa trên đồ chơi xây dựng Lego năm 2002. Chế độ Career đặt người chơi vào vai Max Axel, người được giao nhiệm vụ giành giải vô địch Drome đáng thèm muốn. Để làm như vậy, anh ta phải vượt qua các cấp bậc bằng cách hoàn thành một số cuộc đua Multi-Challenge Races; một loạt màn đua trong đó thời gian hoàn thành trong một vòng được chuyển sang vòng tiếp theo. Ví dụ: nếu Max kết thúc ba giây sau trong cuộc đua cuối cùng, nhà lãnh đạo sẽ được trao một khởi đầu ba giây trong lần tiếp theo. Người chiến thắng chung cuộc là người đầu tiên vượt qua vạch đích trong cuộc đua cuối cùng của vòng loại này. Trước mỗi vòng loại Multi-Challenge là một cuộc đua kéo đủ điều kiện, trong đó chiến thắng được xác định bằng một khởi đầu tốt và chuyển số phù hợp.
Max Axel được hỗ trợ bởi các thành viên khác của Team Nitro như Shicane người xử lý các nâng cấp xe hơi và Rocket, luôn đưa ra lời khuyên hữu ích. Phần thắng có thể được đưa vào để chế tạo một chiếc xe mới hoặc nâng cấp chiếc hiện có. Cái trước cho phép người chơi chọn bánh xe, khung gầm và loại thân xe của chiếc xe mới, mỗi loại phù hợp với điều kiện và môi trường cụ thể. Cái sau cung cấp năm cấp độ nâng cấp tùy từng loại, như động cơ, khí động học, turbo, áo giáp và lốp xe. Vũ khí cũng đóng một vai trò quan trọng. Chế độ arcade cho người chơi đua xe Normal hoặc Time Attack thông qua nhiều vòng đua, điều kiện thời tiết và tuyến đường. Tùy chọn Quick Race cho phép thực hiện hành động tức thời bằng cách chọn ngẫu nhiên bất kỳ biến số thích hợp nào, bao gồm cả ô tô và đường đua, cho một hoặc hai người chơi.
Phiên bản GameCube có một số cải tiến, bao gồm cả tăng sức mạnh không có trong các phiên bản khác và mục chơi người giao đấu lẫn nhau 2-Player Battle Mode, trong đó mục tiêu là phá hủy chiếc xe của người chơi khác bằng power-up (Mặc dù có các biến thể như giữ một lá cờ dài nhất mà không bị đánh). Battle Mode sử dụng một chiếc xe độc nhất không thể sử dụng trong các cuộc đua thông thường (phiên bản Lego được sửa đổi một chút, bộ Lego 4585 Nitro Pulverizer) và diễn ra trong một số đấu trường đặc biệt dựa trên các đường đua của trò chơi (Chẳng hạn như City Arena dựa trên đường đua Foundry).

## Đón nhận
Drome Racers nhận được những đánh giá "trái chiều hay trung bình", theo trang web tổng hợp kết quả đánh giá Metacritic, đã cho phiên bản Microsoft Windows của trò chơi 65/100 điểm, dựa trên sáu đánh giá phê bình, phiên bản PlayStation 2 được 57/100 điểm, dựa trên 10 đánh giá, và phiên bản GameCube được 54/100 điểm, dựa trên năm đánh giá. Hầu hết các nhà phê bình đều lên tiếng rằng lối chơi này rất tầm thường, với Ryan Davis của GameSpot nói rằng "Nó có tính nguyên bản nhỏ như thế nào, giống như các cuộc đua xe drag đủ điều kiện, bị đánh giá thấp, và hầu hết trải nghiệm đều biến thành chung chung.", và xế hạng 5.2/10 sao. Một đánh giá tích cực của jkdmedia từ GameZone cho biết "Nó có khá nhiều thứ để cung cấp và là một luồng gió thổi vào lối chơi."
Sự chuyển đổi Drome Racers sang Game Boy Advance đạt điểm cao hơn một chút so với các đối tác PC và console, với Metacritic trao cho nó số điểm 73/100, dựa trên 9 đánh giá của nhà phê bình. Frank Provo của GameSpot chấm cho 8.1/10 điểm, nói rằng "Drome Racers là trò chơi đua xe ấn tượng nhất về mặt kỹ thuật để đạt tới [Game Boy Advance] trong một thời gian dài lâu." Craig Harris của IGN chấm cho 7.0/10 điểm, nói rằng "[trò chơi này] là một tay đua vui vẻ, nhưng phần điều khiển thì có chút lòng thòng".

## Phần tiếp theo
Drome Racers sẽ là trò chơi cuối cùng được phát triển bởi Attention to Detail, khi công ty phải thanh lý nợ nần vào ngày 28 tháng 8 năm 2003, ngay trước khi phát hành bản port cho GameCube. Các bản tin cho thấy công ty đang thực hiện phần thứ tư trong sê-ri, có tên dự kiến là Lego Racers 4, và một tựa game khác, Lego Racers CC, được quảng cáo trong các danh mục Lego vào năm 2004, mặc dù không có thêm thông tin nào về việc này.
Vào tháng 1 năm 2007, Kiloo tuyên bố rằng họ đang phát triển hai tựa game mới có chủ đề Lego cho điện thoại di động, một trong số đó tên gọi Lego Racers và có bản gốc về cơ chế của trò chơi năm 1999, dự kiến phát hành năm 2007. Game được Hands-On Mobile phát hành vào tháng 6 năm 2008 với sự đón nhận hỗn hợp, với các nhà phê bình nói rằng trò chơi này không có bất kỳ chiều sâu nào và làm cho vô hiệu hóa việc sử dụng gạch Lego trong game.
Ngày 18 tháng 12 năm 2007, NetDevil, tại thời điểm phụ trách phát triển Lego Universe, đã thông báo rằng họ đã mở một bộ phận tập trung vào web mới, được giao nhiệm vụ phát triển một trò chơi dựa trên Adobe Flash mang tên Lego Racers Challenge, với ngày phát hành dự kiến là Q1 năm 2008. NetDevil tuyên bố rằng hành động này được thực hiện để cạnh tranh với các web game khác, chẳng hạn như Club Penguin và RuneScape, và nhằm xây dựng một trò chơi Lego Racers cũ, dựa trên web, mang tên Drome Racing Challenge. Cuối năm 2008, những mẫu quảng cáo cho một trò chơi được cho là có tên Lego Racers: The Video Game bắt đầu xuất hiện trên các bìa hộp Lego, nhưng, giống như các tựa game chưa phát hành khác, không thấy tin tức gì sau đó.